# Die zwölf Apostel

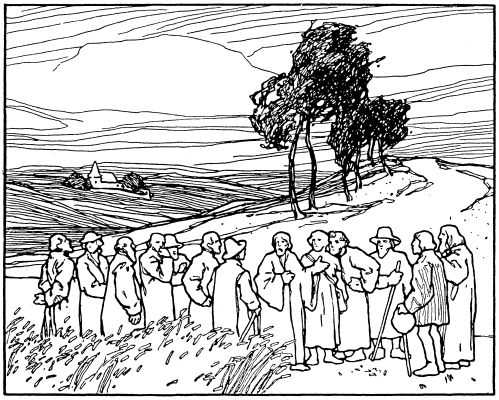
Illustration von Otto Ubbelohde, 1909

Die zwölf Apostel ist die zweite von zehn Kinderlegenden im Anhang der Kinder- und Hausmärchen der Brüder Grimm (KHM 202; ATU 766).

## Inhalt
Dreihundert Jahre vor Christi Geburt hat eine arme Mutter zwölf Söhne, die sie nacheinander fortschicken muss, Brot zu suchen. Sie begegnen jeder ihrem kleinen Schutzengel, der ihnen den Wunsch erfüllt, den Heiland noch zu sehen. In einer prächtigen Felsenhöhle wiegt er sie in den Schlaf. Sie erwachen in der Nacht von Jesu Geburt und werden die zwölf Apostel.

## Herkunft
Die Geschichte steht ab der 2. Auflage (1819) als Kinderlegende Nr. 2. Spätere Auflagen zeigen neben typographischen lediglich kleine stilistische Bearbeitungen: Der Engel führt den, ab der 3. Auflage „armen“ Petrus, ab der 6. Auflage „zwischen Felsen“ zur „großen“ Höhle, der zweite Bruder wird „wie der erste“ in den Schlaf gewiegt. Grimms Anmerkung verortet den Text im „Paderbörnischen“ von Familie Haxthausen und vergleicht aus ihren Deutschen Sagen Nr. 297 Der Hirt auf dem Kyffhäuser. Vgl. KHM 143a Die Kinder in Hungersnot. Weitere Legenden von entrückten Menschen sind die Sieben Schläfer von Ephesus oder Bechsteins Der Mönch und das Vögelein, Marien-Ritter. Hans-Jörg Uther beobachtet den Unterschied zum Märchen Dornröschen: Die Entrückten schlafen nicht, sondern verschwinden und kehren dann, oft nur für kurze Zeit, an den Ort zurück. Betont wird also Gottes Allgegenwart und menschliche Sterblichkeit. Solche Legenden kamen früh aus arabisch-islamischer und indischer Überlieferung nach Europa (vgl. Sure 18, Vers 9; Ps 90,4 , 2 Petr 3,8 ).